# Lena Sarassa
Lena Sarassa (* 24. September 1999) ist eine deutsche Ruderin, die 2023 und 2024 Europameisterschaftssechste im Zweier ohne Steuerfrau wurde.

## Sportliche Karriere
Lena Sarassa startet für den Crefelder Ruder-Club 1883. 2023 wurde sie zusammen mit Hannah Reif Deutsche Meisterin im Zweier ohne Steuerfrau.
Sarassa gewann bei den Junioren-Weltmeisterschaften 2017 die Silbermedaille mit dem Achter. Bei den U23-Weltmeisterschaften 2018 und 2019 wurde Sarassa jeweils Fünfte mit dem Achter. 2021 ruderte sie zusammen mit Hannah Reif im Zweier und gewann die Bronzemedaille.
2022 wurde Sarassa mit dem deutschen Frauenachter Fünfte bei den Europameisterschaften in München. Im Jahr darauf belegten Sarassa und Reif im Zweier den sechsten Platz bei den Europameisterschaften in Bled. Bei den Weltmeisterschaften in Belgrad reichte der 14. Platz nicht für die direkte Olympiaqualifikation. Bei den Europameisterschaften 2024 in Szeged ruderten Sarassa und Reif wie 2023 auf den sechsten Platz.